# Gregory Isaacs
Gregory Isaacs, soprannominato Cool Ruler o Lonely Lover (Kingston, 15 luglio 1951 – Londra, 25 ottobre 2010), è stato un cantante reggae giamaicano.

## Biografia
Isaac è nato a Kingston nel 1951.
Negli anni ‘70 si è affermato come uno dei più prolifici e popolari cantanti in Giamaica. Ha pubblicato numerosi singoli auto-prodotti con la sua etichetta African Museum, formata nel 1973 con Errol Dunkley.
Molte produzioni di Isaacs rivelano il tema delle radici del reggae, ma egli era ugualmente propenso a comporre materiale rock più tradizionale.
I suoi brani di successo includono "My Only Lover", "Sinner Man" e "Mr. Cop".
Con l'etichetta GG e il produttore Alvin Ranglin ha prodotto hit come "Border" e "Number One". Molti considerano che la sua migliore musica sia stata prodotta negli anni settanta, con canzoni come "Slave Master" dall'album Mr Isaacs (1977), "Love is Overdue" e "Loving Pauper".
Passò poi all'etichetta Virgin Records, poi Charisma Records alla fine degli anni 70 e il materiale di questo periodo gli diede fama internazionale. Canzoni come "Soon Forward", "If I don't Have You" e "Let's Dance" sono spesso ripubblicate in compilation di quel periodo.
Poi Isaacs sottoscrisse un contratto con la Island Records, con la pubblicazione degli album Night Nurse (1982), probabilmente il disco più famoso tra i fan internazionali di reggae, e Out Deh! (1983). Problemi personali lo afflissero alla fine del contratto. Il suo brano al ritorno nel 1988, "Rumours" era popolare con i giovani fan di reggae e con coloro che ascoltavano la sua musica dagli anni 70.
Nel 1990 l'etichetta African Museum ha continuato a produrre tutta la musica di Isaacs, e quella degli artisti da lui prodotti. Nel 1997 i Simply Red realizzarono una cover di Night Nurse e ebbero grande successo.
Isaacs nei primi anni 2000 continua a registrare e a suonare dal vivo, nel 2005 Lady Saw ha prodotto un'altra versione di Night Nurse.
Gravemente malato, muore di cancro ai polmoni nella sua casa a Londra il 25 ottobre 2010 all'età di 59 anni.

## Discografia
70's
- In Person (Trojan 1975)
- All I Have Is Love (Trojan 1976)
- Mr Isaacs (1977)
- Extra Classic (Micron 1977)
- The Best Of Vol. 1 (GG 1977-78)
- Cool Ruler (Virgin 1978)
- Soon Forward (Virgin 1979)
- Slum In Dub (Trojan 1978)
- Showcase (Taxi 1979)
- Meets Ronnie Davis (Plant 1979)

80's
- For Everyone (Success 1980)
- Lonely Lover (Virgin 1980)
- More Gregory (Virgin 1981)
- The Best Of Vol. 2 (GG 1981)
- Lovers Rock (Charisma 1981) (Lonely Lover+More Gregory on a double LP)
- Night Nurse (Island 1982)
- Out Deh! (Island 1983)
- The Sensational (Vista 1983)
- Judge Not with Dennis Brown (Greensleeves 1984)
- Two Bad Superstars with Dennis Brown (Burning Sounds 1984)
- Live At The Academy 1984 (Kingdom 1984)
- Live 1982 (Island 1985)
- Private Beach Party (Greensleeves 1985)
- Easy (Tad's 1985)
- All I Have Is Love, Love, Love  (Tad's 1986)
- Victim (CSE 1987)
- Watchman Of The City (Rohit 1987)
- Talk Don't Bother Me (Skengdon 1987)
- Encore - Live At The Academy 1984 (Kingdom 1987)
- Double Dose with Sugar Minott (Blue Trac 1987)
- Red Rose For Gregory (Greensleeves 1988)
- Reserved For Gregory (Exodus 1989)
- Come Along (Jammys 1988)
- Feature Attraction (=At The Mixing Label) (Mixing Label 1989)
- Warning (=Who's Gonna Take You Home) (Music Business 1989)
- Past And Future (Techniques 1989)
- New Dance (BG Records 1989)
- Consequence (Rohit 1989)
- Let's Go Dancing (Rohit 1989)
- No Contest with Dennis Brown (Greensleeves 1989)
- I.O.U. (Greensleeves 1989)